# 張懷信 (主教)
張懷信（聖名多默，1925年5月23日—2016年5月8日），是中國籍天主教主教。安陽教區第二任正權主教。

## 生平
張懷信生於1925年5月23日，安陽縣洪河屯鄉。1950年晉鐸。1958年被劃為右派，被送去勞動教育，至1980年獲得平反，翌年接受正定教區賈治國主教秘密祝聖為安陽教區主教。此後一長時間都拒絕被政府認可，直至當他確定不用加入愛國會而又能履行牧職，才於2004年公開就職。之後，他亦向信眾表明情況，不會參加愛國會。在任期間培育了三十位年輕神父和129位修女，去世時仍有四位修生在北京全國修院及武漢中南神哲學院攻讀。
2015年8月4日，張主教親自祝聖張銀林神父為助理主教，當時只有合法的主教而無非法主教參與。原有糖尿病和心臟病的張主教於2016年5月1日因身體不適住院，4日一度出院，6日再度入院，至8日病情急轉直下去世。張懷信主教去世後，張銀林主教根據教會法自動繼承為正權主教。